# 乌克兰诉俄罗斯联邦案 (2022年)
《防止及惩治灭绝种族罪公约》下的灭绝种族指控（简称乌克兰诉俄罗斯联邦）是联合国的主要司法机关国际法院的一个法庭案件。乌克兰于2022年2月26日针对俄罗斯以在烏克蘭東部地區出現种族灭绝為由展開的軍事行動提出訴訟，要求向國際法院就事件中引用《防止及懲治危害種族罪公約》而出現的争端作出裁定法院是否具有管轄權。
2022年3月16日，国际法院判定法院就该问题具有管辖权，並決定給予烏克蘭臨時救濟權（Provisional Relief），裁定在到作出最終裁決前，判令俄罗斯必须立即停止在乌克兰的军事行动，且雙方應避免採取任何可能加劇或擴大爭端，或使爭端更難解決的行動。該案現時還正在審理中。

## 背景
2014年親俄的乌克兰總統亞努科維奇因违背竞选承诺突然停止与欧盟签署联系国协议，引发了大规模的抗议，最终亚努科维奇叛逃俄罗斯并随后被解职。俄罗斯随后趁乱派出没有识别标识的俄军部队（小绿人）及其他渗透部队侵入乌克兰领土，并占领了克里米亚和乌克兰东部部分地区，引发顿巴斯战争。內戰持續多年，雖然俄羅斯及烏克蘭曾在多國協調下簽署明斯克協議，烏克蘭新政府同意給予東南部兩州自治權，而俄羅斯則會停止支持分裂勢力。然而，雙方都並沒有完全遵守明斯克協議，使到停火無期，低強度的衝突在烏東8年時間內依舊沒有停止。
2021年10月，俄羅斯軍隊在烏克蘭邊境大規模集結，聚集多達19萬名士兵，引發俄烏危機，國際社會曾多次嘗試調解但無效。2022年2月21日，俄羅斯承認由乌克兰东部亲俄武装於2014年在烏東地區成立的頓涅茨克人民共和國及卢甘斯克人民共和国為獨立國家，次日与兩者建交。2022年2月24日，普京發表全國電視演說，指乌克兰軍隊在烏东對俄羅斯裔少數民族進行种族灭绝，因此宣告以「去軍事化」及「去纳粹化」為名對烏克蘭採取「特別軍事行動」。隨即俄羅斯導彈直接攻擊整個烏克蘭，俄軍地面部隊从多个方向大规模入侵乌克兰，戰爭全面爆發。

## 控诉適法性探討

### 國際法院管轄權限範圍問題
國際法院其管轄權有限，根據《國際法院規約》第36條第2款規定︰「本規約各當事國可隨時聲明，法院對本國與接受同樣義務的任何其他國家之間所發生的法律爭端有權進行強制管轄」，即代表國際法院採取「自願管轄」原則，如果一國不願意接受管轄，那麼法院就不得作出判決，因此烏克蘭是不可能直接對俄羅斯軍隊的入侵向國際法院提出控诉。

### 烏克蘭引用《防止及懲治滅絕種族罪公約》
可是，由於俄羅斯一直強調其「特別軍事行動」是為了保護「在烏克蘭东部正在被烏克蘭當局种族灭绝的俄羅斯裔少數民族」及去軍事化「烏克蘭纳粹勢力」。由此，烏克蘭巧妙地援引了《防止及懲治滅絕種族罪公約》，以另一角度向國際法院提出控訴。根據《防止及懲治滅絕種族罪公約》第九條︰「締約國間關於本公約的解釋、適用或實施的爭端，包括關於某一國家對於滅絕種族罪或第三條所列任何其他行為的責任的爭端，經爭端一方的請求，應提交國際法院」。由於俄羅斯及烏克蘭都是公約的締約國而且沒有保留條款，因此如果該案被理解為是有關《防止及懲治滅絕種族罪公約》的爭端，那麼國際法院就具有了強制管轄權。

### 具強制管轄權之主張
烏克蘭向國際法院提出了两个论点︰
- 第一个详细说明烏東的實際情況是与俄罗斯的说法是相反的，[16]在烏克蘭東部的卢甘斯克州和顿涅茨克州内没有发生种族灭绝行为。由于俄罗斯是基於种族灭绝的指控來承认顿涅茨克人民共和国和卢甘斯克人民共和国的獨立，以及随后引用同樣指控對烏克蘭採取所謂「去納粹化」的特別軍事行動。因此乌克兰要求國際法院对此作出裁决，确定俄罗斯在没有合法依据情況下，在乌克兰境内和针对乌克兰采取所謂「防止和惩罚任何所谓种族灭绝的行動」。[17]
- 第二点涉及俄罗斯政府的「在乌克兰进行种族灭绝行为」的指控，声称俄罗斯联邦武装力量在入侵期间「故意杀害并严重伤害乌克兰国籍成员，这是《防止及懲治危害種族罪公約》第二条规定的种族灭绝行为」。[17]

## 「臨時救濟權」及管轄權裁定
该案的初步听证会于2022年3月7日在法院所在地海牙和平宫举行，以決定烏克蘭是否能獲得臨時救濟（Provisional Relief）及国际法院是否具有管轄權。俄罗斯代表团没有出席聆訊，但提交了书面声明。
2022年3月16日，国际法院以13票赞成，2票反对的结果裁定国际法院在此案上具有強制管轄權，俄罗斯必須「立即停止在乌克兰的军事行动」。除了俄罗斯籍副院长基里尔·格沃尔吉安和中国籍法官薛捍勤投下反对票外，剩余13名法官均投支持票。但所有法官一致呼籲當事方避免採取任何可能會加劇或擴大法院爭議、或使该案更難解決的行動。除了對其裁決的簡要總結書外，國際法院還發布了一份長達20頁的個人陳述書，解釋其中六位法官對裁決的個人看法，當中包括了投反对票薛捍勤法官及基里尔·格沃尔吉安法官。

### 法院判詞
国际法院首先確定它有權根據《防止及懲治滅絕種族罪公約》第九條，對案件具有管轄權可以進行審議，該條授權國際法院對有關該公約的適用性上進行解釋。法院隨後也裁定烏克蘭有資格申請臨時救濟權，即烏方所要求的「俄羅斯立即暫停軍事行動」要求成立，但同時指出烏克蘭的兩個要求缺乏明顯聯繫。法院表示，烏克蘭「有合理的權利，不接受俄羅斯聯邦為防止和懲罰所謂種族滅絕而採取的軍事行動」。
最後，法院裁定烏克蘭局勢十分緊迫，需要並批准臨時救濟權。在這方面，法院認為受當前衝突影響下，平民的生命安全極其脆弱。俄羅斯聯邦正在進行「特種軍事行動」造成了許多平民傷亡，還造成了重大的物質損失，包括對建築物和基礎設施的破壞。軍事行動仍在繼續， 許多人無法獲得最基本的食品、飲用水、電力、基本藥物或供暖。 在極度不安全的情況下，大量人正試圖逃離受影響最嚴重的城市。

### 單獨的陳述意見書
國际法院副院长基里尔·格沃尔吉安和中国籍法官薛捍勤投下反对票，在他們的陳述意見書中表示不同意國際法院對此案具有管轄權。穆罕默德·本努納法官也同樣在陳述意見書上表達了管轄權的疑問。

#### 薛捍勤法官
中国籍法官薛捍勤在陳述意見書中解釋道，雖然她完全認可「在烏克蘭的軍事行動需要立即停止（the military operations in Ukraine should immediately be brought to an end）」，但她對於引用《防止及懲治滅絕種族罪公約》的合適性及國際法院是否具有管轄權上持保留意見，她寫道烏克蘭其實是在尋求國际法院就俄羅斯入侵的合法性作出裁決，而不是關於《防止及懲治滅絕種族罪公約》的相關爭議。

#### 基里尔·格沃尔法官
俄羅斯籍法官基里尔·格沃尔吉安在單獨陳述意見書表示︰「基於實質性的法律依據，我認為國際法院沒有受理本案的管轄權（I could not join the majority on the first and second provisional measure indicated by the Court in this Order, purely on a substantial legal ground ）」。他寫道︰「顯然，烏克蘭試圖提交法院的爭端實際上涉及俄羅斯聯邦對烏克蘭領土使用武力，而不是關於《滅絕種族罪公約》（It is evident that the dispute that Ukraine seeks to bring before the Court, in reality, relates to the use of force by the Russian Federation on Ukrainian territory.）」他指出根據公認的一般國際法原則，未經相關國家同意，不得強迫任何國家提交其爭議到國際法院，因為「國際法院的管轄權源於各國同意將它們之間的爭端交由司法機構進行有約束力的解決（The jurisdiction of every international court emanates from the consent of States to subject a dispute between them to the binding settlement by a judicial body）」，如果其中一方不願意國際法院則沒有管轄權，因此烏克蘭引用《滅絕種族罪公約》來試圖裁決入侵的合法性是不成立的，國際法院也沒有管轄權。 
不過，儘管基里尔·格沃尔法官認為國際法院對該案沒有管轄權，但他投票贊成法院授予烏克蘭臨時救濟權，要求雙方不得採取任何可能加劇或擴大爭端或使爭端更嚴重的行動，他說「指示此類措施的權力是法院固有的權力，不一定與法院根據案件的是非曲直或初步管轄權存在相關聯」。

#### 穆罕默德·本努納法官
摩洛哥籍法官穆罕默德·本努納雖然最終投下支持票，但也對此案中《防止及懲治滅絕種族罪公約》的適用性表示懷疑。他說：「我不相信《滅絕種族罪公約》的構想是為了使一個國家能夠將有關另一國家對其提出的滅絕種族罪指控的爭端提交法院，即使這些指控是作為非法使用武力的藉口（ I am not convinced that the Convention on the Prevention and Punishment of the Crime of Genocide was conceived to enable a State, such as Ukraine, to seise the Court of a dispute concerning allegations of genocide made against it by another State, such as the Russian Federation, even if those allegations were to serve as a pretext for an unlawful use of force）」。他其後補充說︰「我投票贊成在本案中採取臨時命令，是因為我對這種悲慘的情況感到無奈。烏克蘭人民遭受了可怕的痛苦，我呼籲結束戰爭。（I voted in favour of the Order indicating provisional measures in this case because I felt compelled by this tragic situation, in which terrible suffering is being inflicted on the Ukrainian people, to join the call by the ICJ to bring an end to the war）」

#### 帕特里克·羅賓遜法官
牙买加籍法官帕特里克·羅賓遜法官投下支持票，他在單獨陳述意見書表示即使俄羅斯聯邦對烏東地區人權有所擔憂，但也不構成使用武力的原因。他援引了尼加拉瓜诉美国案，寫遁︰「雖然美國對尼加拉瓜人權情況有自己的評估，但對尼加拉瓜使用武力並不是適當方法。同樣，俄羅斯根據《滅絕種族罪公約》對烏東地區情況有自身的評估，但對烏克蘭使用武力不是適當方法。」

## 對裁決的反應
該裁決發布後不久，烏克蘭總統澤連斯基稱讚該裁決，指是烏克蘭的徹底勝利，稱無視該命令的俄羅斯將進一步被孤立。聯合國秘書長安東尼奧·古特雷斯說，這裁決加強了他一再呼籲和平的主張。
次日，七國集團發表聯合聲明，指責俄羅斯進行「無端和可恥的戰爭」，並呼籲俄羅斯遵守國际法院的裁決。俄羅斯總統新聞秘書德米特里佩斯科夫拒絕了這一裁決，稱俄羅斯不可能考慮這一裁決，認為裁決未經雙方同意，該裁決無效。
在布魯塞爾舉行有關烏克蘭危機的特別峰會後，北約領導人發表聯合聲明，譴責俄羅斯襲擊平民，並呼籲俄羅斯立即按照法院的命令暫停軍事行動。
華盛頓郵報表示雖然國际法院的決定對成員國具有約束力，但法院無法直接執行其命令，需要經安理會授權代為執行，而俄羅斯聯邦是安理會常任理事國擁有否決權，而不少國家也曾無視国际法院的裁決。比如美國就曾在尼加拉瓜诉美国案上多次拒絕執行裁決結果，因此認為該裁定很大程度上只是象徵性的，俄軍行動不會因此而停止。